# SP-64
A SP-64, antiga Rodovia do Resgate, é uma rodovia radial do estado de São Paulo, administrada pelo Departamento de Estradas de Rodagem do Estado de São Paulo (DER-SP).

## Denominações
Recebe as seguintes denominações em seu trajeto:
Nome:	Álvaro Brasil Filho, Rodovia	
- De - até:	Bananal - Divisa Rio de Janeiro
- Legislação: LEI 10.684 DE 24/11/2000

## Descrição
Ela liga o município de Bananal até a divisa com o estado do Rio de Janeiro, no município de Barra Mansa.
Desde 2000, tem o nome oficial de Rodovia Álvaro Brasil Filho. A estrada tem início no final da RJ-157, que marca a divisa dos dois estados. Segue por aproximadamente 10 quilômetros até encontrar a SP-68, a Rodovia dos Tropeiros, sendo um dos principais acessos a Bananal e Arapeí.
Inaugurada em meados da década de 1980, surgiu numa parceria entre Franco Montoro governador paulista à época, e Leonel Brizola, então governador do Rio de Janeiro, que construiu a RJ-157 no mesmo período. No entroncamento da SP-64 com a SP-68, pode ser vista a marca do governo Montoro. Em 2010, recebeu obras de recapeamento pelo governo estadual. A SP-64 foi completamente reformada pelo governo paulista e entregue em março de 2012.
Principais pontos de passagem: SP 068 (Bananal) - Divisa RJ (Barra Mansa)

## Características

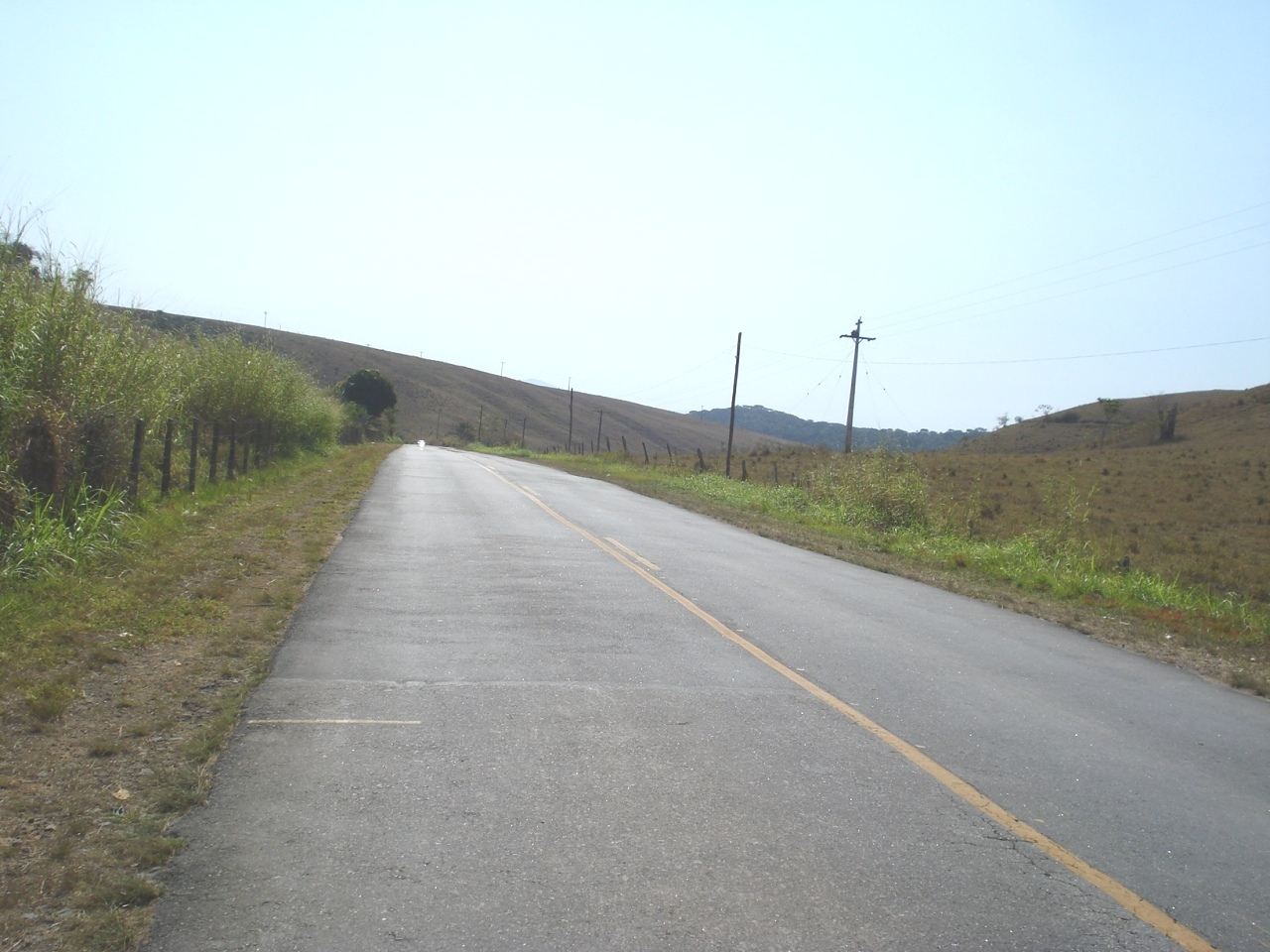
Trecho da SP-64 antes da reforma.

### Extensão
- Km Inicial: 320,300
- Km Final: 330,000

### Localidades atendidas
- Bananal